# Clara Isabel San Damián Hernández
Clara Isabel San Damián Hernández, née le 15 juillet 1976, est une femme politique espagnole membre du Parti populaire (PP).

## Biographie

### Vie privée
Elle est célibataire.

### Carrière politique
De 2007 à 2012, elle est conseillère municipale de Morales del Vino et députée à la députation provinciale de Zamora. Candidate lors des élections municipales de 2015 à Zamora, elle ne parvient pas à prendre la mairie qui revient, grâce à un pacte, à Francisco Guarido.
Le 20 décembre 2015, elle est élue sénatrice pour Zamora au Sénat et réélue en 2016.